# Leon Rüttinger
Leon Rüttinger (* 1996 in Bamberg) ist ein deutscher Schauspieler.

## Leben
Leon Rüttinger wuchs in Freiburg im Breisgau auf. Schon früh kam er in seiner Heimatstadt mit dem Theater in Berührung und sammelte erste Bühnenerfahrungen am Theater Freiburg.
Von 2017 bis 2021 absolvierte Rüttinger sein Schauspielstudium an der Folkwang Universität der Künste in Bochum. Bereits vor seinem Abschluss wirkte er an zahlreichen Produktionen an Theatern mit, unter anderem am Rottstr5 Theater, am Schauspielhaus Bochum, am Theater an der Ruhr sowie an den Wuppertaler Bühnen. Internationale Gastspiele führten ihn an Theater in Jerusalem und Tel Aviv. Die Abschlussproduktion Nina, in der er eine Hauptrolle spielte, wurde mit dem Folkwangpreis ausgezeichnet.
Während seines Studiums war Rüttinger Stipendiat der Heinrich-Böll-Stiftung.
Seit der Spielzeit 2021/22 ist er regelmäßig als Schauspieler in Film- und Fernsehproduktionen sowie auf unterschiedlichen deutschen Theaterbühnen zu sehen. Sein erstes Engagement führte ihn an das Theater Regensburg. Gastengagements führten ihn seither unter anderem an das Volkstheater Rostock und an Bühnen in Düsseldorf und Hamburg. Seit 2023 ist er regelmäßiger Gast am Deutschen Theater Berlin. Zurzeit ist er dort in den Produktionen Herz aus Polyester und Sneaker oder was bleibt uns übrig zu sehen.
Rüttinger lebt in Berlin.

## Filmographie (Auswahl)
- 2019: Darkroom – Tödliche Tropfen[7] (Kinofilm)
- 2022: Nachts im Paradies[8] (Fernsehserie)
- 2023: Jan[9] (Kurzfilm)
- 2024: Elephant in the Room[10] (Kurzfilm)
- 2024: A middle-aged writer is sentenced to death for being a cliché[11] (Kurzfilm)